# جون بيرز
جون بيرز هو واثب عالي كندي، ولد في 17 أغسطس 1952 في هولندا في مملكة هولندا.

## وصلات خارجية
- جون بيرز على موقع الاتحاد الدولي لألعاب القوى (الإنجليزية)
- جون بيرز على موقع اللجنة الأولمبية الدولية (الإنجليزية)
- جون بيرز على موقع أوليمبيديا (الإنجليزية)
- جون بيرز على موقع اللجنة الأولمبية الكندية (الإنجليزية)
- جون بيرز على موقع اتحاد ألعاب الكومنولث (مؤرشف) (الإنجليزية)